# 並柳団地
並柳団地（なみやなぎだんち）は、長野県松本市並柳4丁目5に立ち並ぶ県営団地である。

## 概要
管理戸数は586戸である。
最寄の小学校へ通う児童もいる。
在日外国人も居住している。
| 建設年度 | 家賃    | 戸数 | 構造  | 間取 |
| -------- | ------- | ---- | ----- | ---- |
| 昭和50年 | 21300円 | 136  | 高 層 | 03KB |
| 昭和48年 | 17800円 | 075  | 中 耐 | 2DKB |
| 昭和46年 | 28200円 | 300  | 中 耐 | 3DKB |
| 昭和45年 | 26100円 | 070  | 中 耐 | 04KB |

## 周辺
- 松本市立並柳小学校
- 西源 並柳店
- 弘法山古墳
- 牛伏川
- 並柳商店街
- 松本並柳簡易郵便局

## 路線バス
- 松本電鉄バス並柳団地線

団地口・団地北・団地南にて下車。